# Новокальчирівська сільська рада
Новокальчи́рівська сільська рада (рос. Новокальчировский сельский совет) — муніципальне утворення у складі Аургазинського району Башкортостану, Росія. Адміністративний центр — присілок Новий Кальчир.

## Населення
Населення — 1224 особи (2019, 1696 в 2010, 1771 в 2002).

## Склад
До складу поселення входять такі населені пункти:
| Населений пункт         | Населення, осіб (2002) | Населення, осіб (2010) |
| ----------------------- | ---------------------- | ---------------------- |
| Дюртюлі, присілок       | 372                    | 349                    |
| Кальчирбуран, присілок  | 312                    | 318                    |
| Кшанни, присілок        | 431                    | 417                    |
| Марс, присілок          | 41                     | 33                     |
| Новий Кальчир, присілок | 176                    | 187                    |
| Нові Карамали, присілок | 439                    | 392                    |